# Schloßbrücke (Straubing)
Die Schloßbrücke in Straubing, auch innere Donaubrücke genannt, verbindet die Altstadt von Straubing mit der Binneninsel Gstütt. Die Brücke quert die Donau bei Stromkilometer 2321,300 S im Verlauf der Staatsstraße 2141. Die Bundesstraße 20 verlief bis zu ihrer Verlegung in den Osten der Stadt im Jahr 1977 über diese Brücke.

## Konstruktion

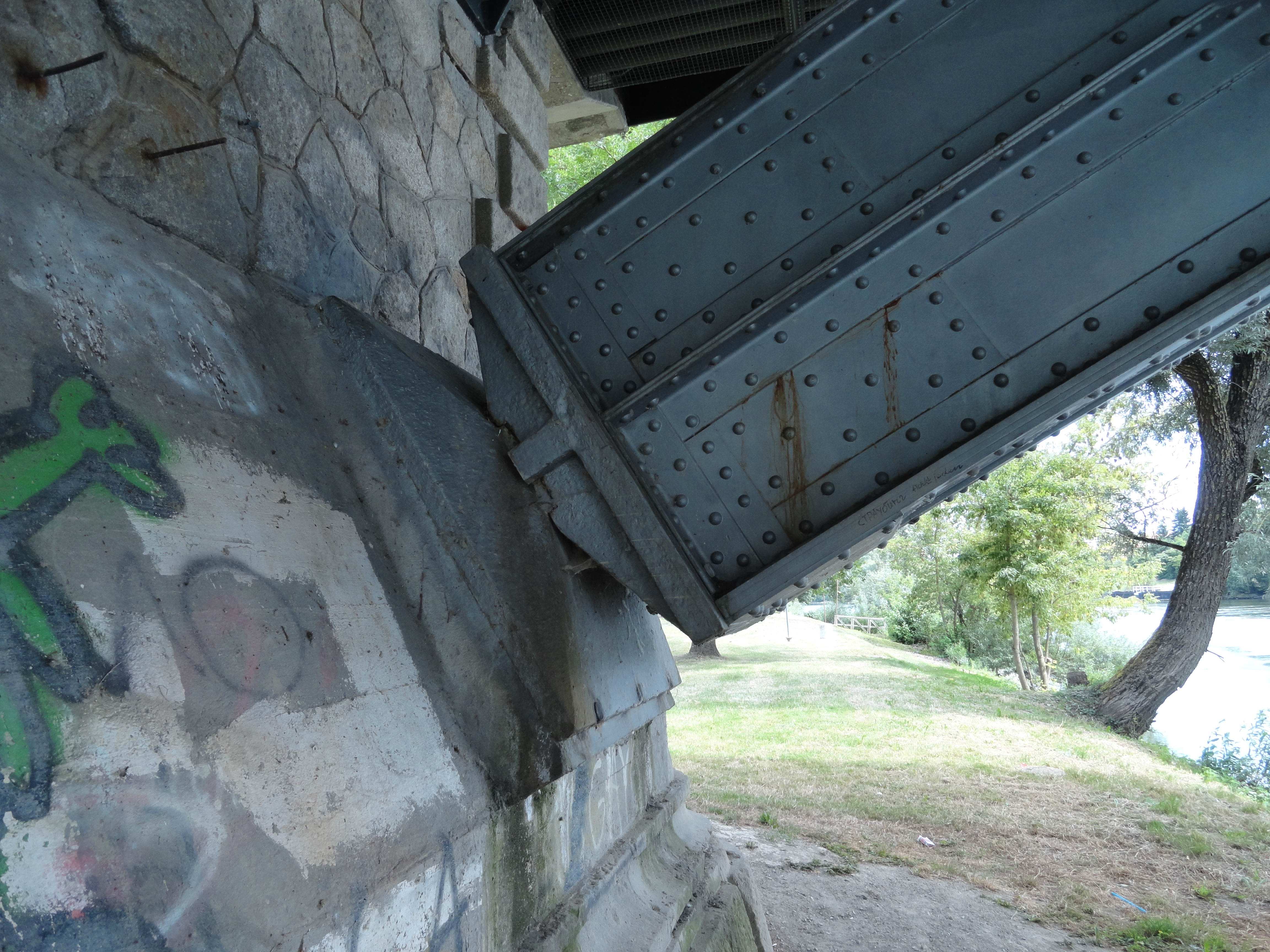
Lager des östlichen Bogens am Nordufer

Es handelt sich um eine zweigelenkige Bogenbrücke mit einer Breite von 18,28 Metern, einer Spannweite zwischen den Widerlagern von 92,9 Metern und einer Stützweite der Bogen von 91,50 Metern. Die Fahrbahnbreite beträgt 8,50 Meter. Beidseits verlaufen Geh- und Radwege von 4,61 Meter Breite. Die Widerlager sind massive Stahlbetonkörper mit je einer 8 Meter weiten Flutöffnung.
 Die vertikalen Stahlbögen besitzen genietete Kastenprofile in Hutprofil mit einer Breite von 0,86 Metern und Höhe von 1,30 bis 1,80 Meter. Sie sind durch acht genietete Riegel miteinander verbunden. Über die Bögen wird die orthotrope Fahrbahnplatte aus Stahl mit je 12 Hängern abgetragen. Der Durchmesser der Hänger ist 150 Millimeter und ihr Abstand ist jeweils 6 Meter.

## Geschichte
Die zwischen 1946 und 1949 durch das MAN Werk Gustavsburg errichtete Brücke ist ein Ersatzbau für die Bogenbrücke von 1896, die am 26. April 1945 von der Wehrmacht zerstört wurde. Ihre Einweihung erfolgte durch Bischof Michael Buchberger am 27. Dezember 1949. In der Zeit Oktober 1993 bis August 1994 wurde die Brücke durch einen Umbau ertüchtigt und an die Lastvorgaben der DIN 1072 angepasst. Hierbei blieben die Brückenbogen und die Widerlager erhalten.

### Vorgängerbauwerke

#### 1655
Zwischen 1655 und 1660 wurde durch den Baumeister Finsterwalder eine Brücke errichtet, die mit drei Pfeilern aufgebaut war und die Anlage der Donaumühle (später Herrenmühle) am rechten Ufer beinhaltete. Diese Brücke bestand bis nach 1827, wie die Darstellung auf dem Ortsblatt von 1827 belegt.

#### 1829
Für die Zeit um 1829 wird eine Brücke beschrieben, die 325 Schuh lang ist und auf vier Jochen aus Quadersteinen ruht.

#### 1855
Die Holzfachwerkbrücke von 1857 nach System von Howe hatte zwei Felder von jeweils etwa 44,50 Meter. Sie wurde zwischen 1855 und 1857 errichtet. Während der Bauzeit der Stahlbogenbrücke von 1896 wurde sie als Behelfsbrücke genutzt und hierzu auf Hilfsjochen stromab verschoben. Nach Fertigstellung der Bogenbrücke wurde sie abgebrochen.

#### 1896

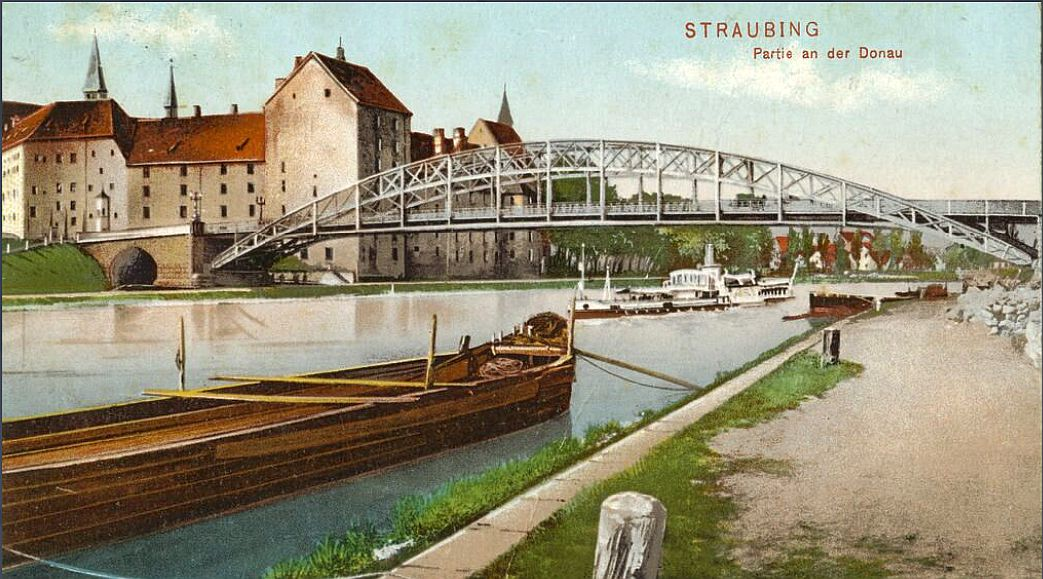
Schlossbrücke von 1896

Die Bogenbrücke von 1896 war eine zweigelenkige Bogenbrücke mit außen liegenden Fachwerkbögen und aus Baustahl fertiggestellt. Sie hatte die identische Spannweite der aktuellen Brücke und eine leicht abweichende Stützweite von 91,0 Metern. Die Widerlager der heutigen Bogenbrücke stammen im Wesentlichen aus dieser Bauzeit. 